# 얀센백신

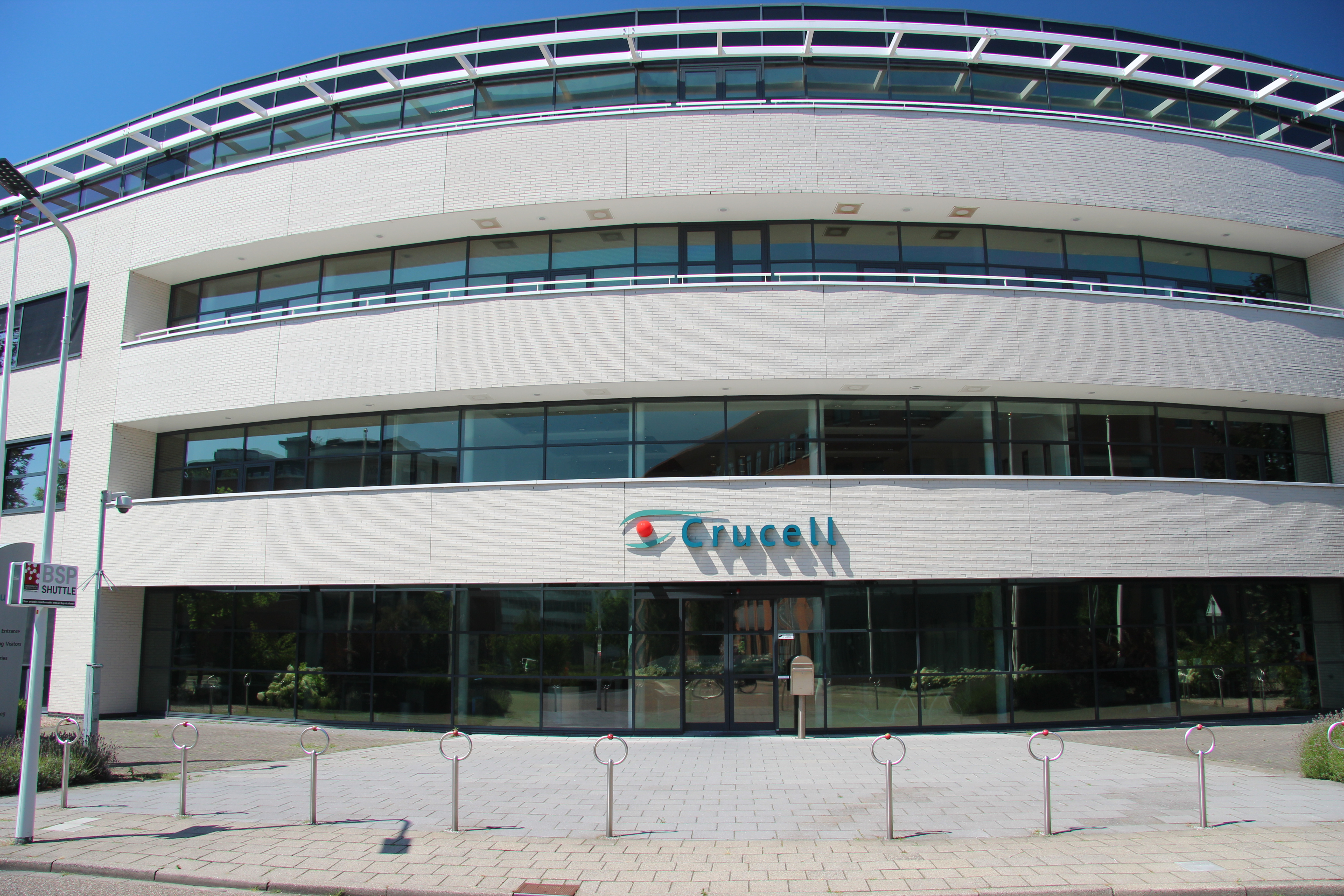

얀센백신(Janssen Vaccines)은 과거 크루셀로 알려진 기업으로. 존슨앤드존슨의 자회사로 같은 자회사인 얀센제약의 이름을 따서 얀센백신이 되었다.
한국에도 동명의 지사를 두고 송도국제도시에서 사업중이다.

## 제품
- 얀센 코로나19 백신